# Авантюра
Авантюра (фр. aventure) — рискованное и сомнительное дело, предпринятое в надежде на случайный успех (по словарю Ожегова), приключение, опасное по своей природе, сопровождаемое риском неожиданных событий, перипетий и скачков; часто составляет ткань мнимой или реальной истории; авантюризм — поведение, деятельность, характеризующаяся рискованными поступками ради достижения лёгкого успеха, выгоды; склонность к авантюрам.

## Определение
Авантюрами могут быть опасные приключения, бесцельные похождения, неожиданные происшествия, главные свершения жизни или деловые рисковые предприятия. Авантюрные события порождают психологическое и физиологическое возбуждение, которое может быть как отрицательным, так и положительным. Для некоторых людей, авантюра, рискованное приключение становится главным делом жизни. Милан Кундера определяет авантюру как «страстное открытие неизвестного».
Авантюра — понятие, используемое во многих контекстах и ситуациях. Как ключевой компонент произведений литературы и искусства используется в сюжетах и фабулах книг, музыкальных произведений, фильмов и т. п. Также используется в спорте, туризме, в других формах развлечений. Среди авантюрных жанров:
- Авантюрный роман — жанр беллетристики;
- Авантюрный фильм — жанр в кинематографе;
- Авантюрная игра — компьютерный жанр;
- Авантюрное образование — использование обсуждения и оспаривания неожиданных событий для обучения;
- Авантюрные гонки — рискованные гонки без правил.

В средние века дружины, состоявшие из наёмников, именовались однокоренным словом авантюрьеры.

## Авантюрист
Авантюрист (фр. aventurier) — искатель приключений (по определению словаря Брокгауза и Ефрона), беспринципный человек, занимающийся авантюрами (по Ожегову).
Существует ряд альтернативных определений, например
- искатель счастья, приключений; землепроходец, проходимец.
- беспринципный человек, занимающийся авантюрами.

В большинстве других языков слово не несёт негативной окраски, например в Англии существовала торговая Компания купцов-авантюристов (англ. Merchants adventurers), основанная ещё в начале XV века и одно время считавшаяся серьёзным конкурентом Ганзы, в начале XVII века была реорганизована в Гамбургскую компанию (прекратила своё существование в 1808).